# EMBnet
EMBnet es la Red Europea de Bioinformática, un grupo científico de nodos que colaboran a través de Europa, Asia, África y Latinoamérica. La maestría combinada de los nodos permite que EMBnet proporcione servicios a la comunidad científica que abarcan en su conjunto más de lo que puede proporcionarse por un solo nodo.
Desde su creación en 1988, EMBnet ha sido una red a cargo de mantener bases de datos biológicos y aglutinar a los profesionales en bioinformática. Aunque integrado predominante por nodos académicos, EMBnet también tiene nodos provenientes de la industria e Institutos estatales.